# Buchireddipalem
Buchireddipalem é uma das maiores cidades em Nellore distrito da Índia. Localizada a 15 km de Nellore, fica na rodovia que conecta Nellore a Bombay. A estação de trem mais próxima é Nellore, o porto mais próximo é Krishna Patnam e o aeroporto mais próximo é Renigunta.É bem coberto de redes de celular e existem seis teatros. A população de Buchireddypalem é em torno de 30 mil, os residentes empregados tanto na agricultura quanto no comércio. Aquacultura, plantação de arroz e cana-de-açúcar estão entre as práticas de agricultura encontradas lá.